# Tobia Bocchi
Tobia Bocchi (ur. 7 kwietnia 1997 w Parmie) – włoski lekkoatleta specjalizujący się w trójskoku.
Wicemistrz igrzysk olimpijskich młodzieży z Nankin (2014). W 2015 sięgnął po srebro juniorskich mistrzostw Europy w Eskilstunie.
Medalista mistrzostw Włoch oraz reprezentant kraju w meczach międzypaństwowych.
Rekordy życiowe: stadion – 17,26 (14 czerwca 2023, Castellón); hala – 16,89 (9 lutego 2021, Liévin).

## Osiągnięcia
| Rok  | Impreza                                               | Miejsce    | Pozycja           | Wynik  |
| ---- | ----------------------------------------------------- | ---------- | ----------------- | ------ |
| 2013 | Mistrzostwa świata juniorów młodszych                 | Donieck    | el. – 27. miejsce | 14,59  |
| 2014 | Kwalifikacje Europy do igrzysk olimpijskich młodzieży | Baku       | 3. miejsce        | 15,57  |
| 2014 | Igrzyska olimpijskie młodzieży                        | Nankin     | 2. miejsce        | 16,01  |
| 2015 | Mistrzostwa Europy juniorów                           | Eskilstuna | 2. miejsce        | 16,51w |
| 2016 | Mistrzostwa świata juniorów                           | Bydgoszcz  | el. – 14. miejsce | 15,74  |
| 2019 | Halowe mistrzostwa Europy                             | Glasgow    | el. – 13. miejsce | 16,23  |
| 2019 | Młodzieżowe mistrzostwa Europy                        | Gävle      | 4. miejsce        | 16,59  |
| 2021 | Halowe mistrzostwa Europy                             | Toruń      | 4. miejsce        | 16,65  |
| 2021 | Igrzyska olimpijskie                                  | Tokio      | el. – 13. miejsce | 16,78  |
| 2022 | Igrzyska śródziemnomorskie                            | Oran       | 2. miejsce        | 16,93  |
| 2022 | Mistrzostwa świata                                    | Eugene     | el. – 15. miejsce | 16,58  |
| 2022 | Mistrzostwa Europy                                    | Monachium  | 4. miejsce        | 16,79  |
| 2023 | Halowe mistrzostwa Europy                             | Stambuł    | 6. miejsce        | 16,39  |
| 2023 | I dywizja drużynowych mistrzostw Europy               | Chorzów    | 1. miejsce        | 16,84  |
| 2023 | Mistrzostwa świata                                    | Budapeszt  | el. – 13. miejsce | 16,66  |
| 2024 | Mistrzostwa Europy                                    | Rzym       | 11. miejsce       | 16,18  |